# Ännu en gång vi firar advent
Ännu en gång vi firar advent är en svensk adventssång från 1980 med text och musik av Einar Sundén (född 1918).

## Publicerad i
- Frälsningsarméns sångbok 1990 som nr 719 under rubriken "Kyrkoårets högtider, Advent".